# Baden Powell (matematiker)
Baden Henry Powell, MA, FRS, FRGS, 22 augusti 1796 - 11 juni 1860, var en engelsk matematiker och präst i Anglikanska kyrkan. Han var också framstående som liberal teolog, som förde fram avancerade idéer om evolutionen. Han var professor i geometri vid Oxfords universitet från 1827 till 1860. Efter hans död ändrade hans familj sitt efternamn till Baden-Powell till minne av honom. 
Powell var gift tre gånger och hade fjorton barn. Hans son George blev politiker. En annan son, Robert, grundade scouting, och dennes son Baden var flygpionjär och reste runt i hela världen. Hans dotter Agnes var den som, med sin bror Robert, grundade flickscouterna.

## Familj
Professor Baden Powells första äktenskap den 21 juli 1821 med Eliza Rivaz (som avled den 13 mars 1836) var barnlöst.
Hans andra äktenskap den 27 september 1837 med Charlotte Pope (som avled den 14 oktober 1844) gav honom tre döttrar och en son:
- Charlotte Elizabeth Powell (14 september 1838 - 20 oktober 1917)
- Baden Henry Powell         (23 augusti 1841 - 2 januari 1901)
- Louisa Ann Powell          (18 mars 1843 - 1 augusti 1896)
- Laetitia Mary Powell       (4 juni 1844 - 2 september 1865)

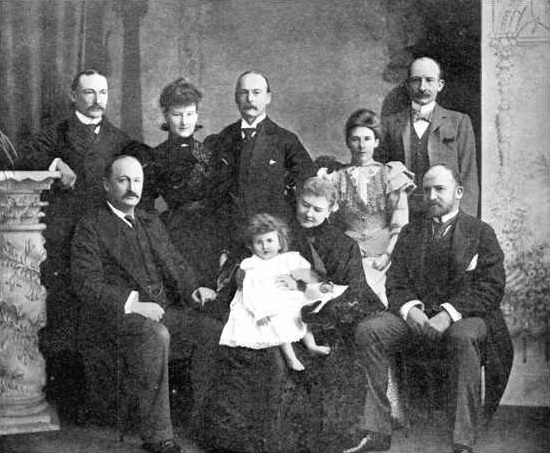
Familjen Baden-Powell: bakre raden (från vänster): Major B. F. S. Baden-Powell; Miss Agnes D. S. Baden-Powell; Mr. Frank Baden-Powell; Colonel R. S. S. Baden-Powell. Främre raden: Sir George Baden-Powell; Mrs. Henrietta Grace Baden-Powell och ett av hennes barnbarn; Mr. Warrington Baden-Powell

Hans tredje äktenskap den 10 mars 1846 (St Luke's Church, Chelsea) med Henrietta Grace Smyth (3 september 1824 - 13 oktober 1914), gav sju söner och tre döttrar, varav tre avled i späd ålder:
- Henry Warington Smyth Powell (senare Baden-Powell), KC (3 februari 1847 - 24 april 1921)
- (Sir) George Smyth Powell (senare Baden-Powell), KCMG, MP (24 december 1847 - 20 november 1898)
- Augustus Smyth Powell (1849 - 1863),
- Francis Smyth Powell (senare Baden-Powell) (29 juli 1850 - 1931)
- Henrietta Smyth Powell (28 oktober 1851 - 9 mars 1854),
- John Penrose Smyth Powell (21 december 1852 - 14 december 1855),
- Jessie Smyth Powell (25 november 1855 - 24 juli 1856),
- Robert Stephenson Smyth Powell (senare Baden-Powell), 1:e baron Baden-Powell (22 februari 1857 - 8 januari 1941)
- Agnes Smyth Powell (senare Baden-Powell), (16 december 1858 - 2 juni 1945)
- (Major) Baden Fletcher Smyth Powell (senare Baden-Powell), FS, FRAS, FRMetS (22 maj 1860 - 3 oktober 1937).

Kort tid efter Bade Powells död bytte barnen i hans tredje äktenskap namn till 'Baden-Powell'. Namnet ändrades officiellt den 30 april 1902. Baden Henry Powell benämns också ofta Baden Henry Baden-Powell.

## Evolution
Powell hade liberala idéer, och han hade sympatier för evolutionsteorin långt innan Charles Darwin hade publicerat sina idéer. Han menade att vetenskapen inte skulle sättas sida vid sida med Skriften, för då skulle dessa komma i konflikt med varandra. Han menade att berättelserna om Guds dåd var separata från berättelserna om Guds ord, och hävdade att moral och fysikaliska fenomen var helt självständiga från varandra.
Han menade att om Gud är en lagstiftare, skulle ett "mirakel" bryta mot de lagar som hade stiftats vid Skapelsen. Således vore en tro på mirakler ateistisk. 

## Essays and Reviews
Baden Powell var en av sju liberala teologer som skrev ett manifest med titeln Essays and Reviews omkring februari 1860, som bland annat gav sig in i debatten om Om arternas uppkomst. Deras ståndpunkt att mirakler var irrationella ledde till mycket ilska och drog bort en hel del kritik från Charles Darwin. Essays and Reviews sålde i 22 000 exemplar på två år, mer än Om arternas uppkomst sålde på tjugo år, och gav upphov till fem års debatter. 